# Liste von Persönlichkeiten der Stadt Bad Homburg vor der Höhe
In dieser Liste werden Personen gelistet, die im Zusammenhang mit der Stadt Bad Homburg vor der Höhe stehen.

## Ehrenbürger der Stadt Bad Homburg
1. 1906: Louis Jacobi (1836–1910), Architekt, Professor, Geheimer Baurat in Homburg v. d. H. und erster Direktor des Saalburgmuseums
2. 1957: Geistlicher Rat Pfarrer Wilhelm Burggraf, war 40 Jahre lang katholischer Pfarrer in Bad Homburg
3. 1958: Georg Eberlein, Oberbürgermeister und Landrat
4. 1962: Karl Horn, langjähriger Oberbürgermeister
5. 1963: Alfred Engelhardt, war 10 Jahre lang Stadtverordnetenvorsteher
6. 2010: Maria Scholz, langjährige Stadtverordnetenvorsteherin
7. 2014: Wolfgang Assmann, früherer Oberbürgermeister
8. 2020: Olga Stoss (1924–2024), Begründerin der Städtepartnerschaft mit Dubrovnik, Trägerin der Verdienstmedaille für internationale Zusammenarbeit des deutschen Feuerwehrverbandes, Bundesverdienstkreuz am Bande (2009)[1][2]
9. 2020: Gerta Walsh, Stadthistorikerin[3]

## Bekannte Söhne und Töchter der Stadt Bad Homburg
(Folgende Persönlichkeiten sind in Bad Homburg geboren. Die Auflistung erfolgt chronologisch nach Geburtsjahr. Ob sie ihren späteren Wirkungskreis in Bad Homburg hatten oder nicht, ist dabei unerheblich.)

### Bis 1900
- Landgraf Friedrich II. von Hessen-Homburg, Prinz von Homburg (1633–1708)
- Paul Andrich (1640–1711), Hofbaumeister und -alchemist des Landgrafen
- Johann Jacobi (1661–1726), Stück-, Glocken- und Kunstgießer
- Friedrich Ludwig Abresch (1699–1782), niederländischer Philologe
- Friedrich Ludwig Hauck (1718–1801), Porträt- und Miniaturmaler
- Kasimir von Kreutz (1724–1770) Dichter, Philosoph, Publizist und Politiker
- Johann Christian Rind (1726–1797), Kaufmann und Wohltäter
- George Christophe Morell (1765–1850), Tabakfabrikant und hessischer Landtagsabgeordneter
- Johann Georg Bürgy (1771–1841), Orgelbauer
- Isaac von Sinclair (1775–1815), Diplomat und Dichter
- Georg Heinrich Bogen (1780–1841), Jurist und Politiker
- Prinzessin Marianne von Preußen (1785–1846), (eigtl. Maria Anna Amalie, Prinzessin von Hessen-Homburg)
- Karl Julius Guyet (1802–1861), Rechtswissenschaftler, Richter und Hochschullehrer
- Carl Cramer (1804–1870), Jurist und Mitglied der Zweiten Kammer der Landstände des Herzogtums Nassau
- Gustav Bode (1809–1887), Gutsbesitzer und Abgeordneter des Provinziallandtages der Provinz Hessen-Nassau
- August Breidenstein (1810–1835), Arzt und Revolutionär
- Johann Georg Hamel (1811–1872), deutscher Kaufmann, Bibliothekar und Politiker
- Georg Ferdinand Fenner (1811–1867), Minister in der Landgrafschaft Hessen-Homburg
- Phillip Möckel (1821–1894), Fabrikant
- Friedrich Georg von Hahn (1823–1897), Reichsoberhandelsgerichtsrat und Senatspräsident beim Reichsgericht
- Johannes Raab (1826–1881), im heutigen Ortsteil Kirdorf geborener Politiker und Abgeordneter des Landtags von Hessen-Homburg
- Peter Baumgras (1827–1903), Maler, Kunstprofessor und Teilnehmer des Amerikanischen Bürgerkriegs 1861–1865
- Friedrich Rolle (1827–1887), Paläontologe und Vorkämpfer neuen biologischen Denkens in Deutschland
- Károly Lotz (Karl Lotz) (1833–1904), Historien- und Genremaler und Professor in Budapest
- Louis Jacobi (1836–1910), Architekt, Professor, Geheimer Baurat in Homburg v. d. H., provinzialrömischer Archäologe und erster Direktor des Saalburgmuseums
- August von Trapp (1836–1884), österreichischer Korvettenkapitän, „Großvater“ der Trapp-Familie
- Heinrich Stumpff (1838–1905), Präsident des Landgerichts Wiesbaden
- Sophie Opel (1840–1913), Frau von Adam Opel, nach dessen Tod gemeinsam mit den beiden älteren der fünf Opel-Söhne – Carl Opel und Wilhelm Opel – Unternehmensleiterin der Adam Opel AG in Rüsselsheim
- Arthur Wyss (1852–1900), Archivar
- Heinrich Jacobi (1866–1946), Architekt, Baurat, provinzialrömischer Archäologe und zweiter Direktor des Saalburgmuseums
- Georg Anthes (1863–1922), Opernsänger
- Wilhelm Dannhof (1870–?), Industrieller
- Robert Fuchs-Liska (1870–1935), Schauspieler und Schriftsteller
- Hermann Till (* 1873; † 20. Jahrhundert), Philologe und Abgeordneter des Provinziallandtags der Provinz Hessen-Nassau
- Adolf Baumbach (1874–1945), Jurist und preußischer „Sparkommissar“
- Oscar A. H. Schmitz (1873–1931), Philosoph und Schriftsteller (Bürgerliche Bohème)
- Emil Beithan (1878–1955), Maler
- Emil Emmerich (1882–1937), Pathologe
- Ernst Appel (1884–1973), Rabbiner
- Ludwig Graf von Salm-Hoogstraeten (1885–1944), österreichischer Tennisspieler, Olympiateilnehmer
- Emmy Krüger (1886–1976), Opernsängerin
- Wilhelm Schulz (1890–?), Jurist und Mitglied des Provinziallandtages der Provinz Hessen-Nassau
- Rudolf von Eschwege (1895–1917), Jagdflieger im Ersten Weltkrieg
- Curt Freiherr von Salmuth (1895–1981), Industrieller (Röchling-Werke/Völklinger Hütte)

### Ab 1901
- Fritz Kleemann (1901–1975), Unternehmer (Horex)
- William Nagel (1905–1995), evangelischer Theologe und Hochschullehrer
- Willi Born (1912–2005), Unternehmer „Holex Schokoladenfabrik Bad Homburg“
- Hans Walter Lotterhos (1914–1989), Patentjurist
- Tilly Lauenstein (1916–2002), Bühnen- und Filmschauspielerin
- Judith Hemmendinger (1923–2024), Autorin (Die Kinder von Buchenwald)
- Annelise Vömel (1924–1991), Agrarwissenschaftlerin
- Wolfgang Münzberg (1928–2022), Jurist und Hochschullehrer
- Renate Holmes (1929–2022), britische Skirennläuferin
- Bernhard Stieler (1934–2010), Ingenieur im Deutschen Zentrum für Luft- und Raumfahrt
- Claus Scheele (* 1943), Bildhauer und Objekt-Künstler
- Cord Garben (* 1943), Pianist, Dirigent, Produzent und Arrangeur
- Fritz Garben (* 1948), Brigadegeneral des Heeres der Bundeswehr
- Gisela Klann-Delius (1944–2024), Linguistin und Hochschullehrerin
- Hanns-Michael Schmidt (* 1944), Schauspieler und Moderator
- Joachim Merz (* 1948), Wirtschaftswissenschaftler, Hochschullehrer
- Andreas von Schoeler (* 1948), Staatssekretär a. D., Frankfurter Oberbürgermeister a. D.
- Wolfgang Strödter (1948–2021), Hockeyspieler
- Hella Elges (* 1949), Schauspielerin
- Georg Schramm (* 1949), Kabarettist
- Astrid Springer (* 1950), Juristin und Journalistin
- Lorenz Jäger (* 1951), Soziologe und Journalist
- Reinhard Genzel (* 1952), Astrophysiker, Physik-Nobelpreisträger
- Egon Hofmann (* 1952), Schauspieler
- Klaus Wetzel (* 1952), evangelischer Theologe, Missionswissenschaftler, Dozent und Autor
- Christiane Bender (* 1953), Geistes- und Gesellschaftswissenschaftlerin, Hochschullehrerin
- Wolfgang Müller (1953–2001), Ethnologe und Autor
- Adrian Oswalt (* 1954), Komponist
- Cornelia Füllkrug-Weitzel (* 1955), Pfarrerin und Direktorin der Aktion Brot für die Welt
- Carola Müller-Holtkemper (* 1955), Diplomatin
- Volker Spangenberg (* 1955), baptistischer Theologe
- Sylvia Schopf (* 1956), Schauspielerin, Journalistin und Schriftstellerin
- Sylvia Gabelmann (* 1958), Politikerin (Die Linke)
- Thomas Reiner (* 1959), Komponist
- Margit Berghof-Becker (* 1959), Politikerin (SPD), ehemalige hessische Landtagsabgeordnete
- Gerald Braunberger (* 1960), Journalist, Mit-Herausgeber der Frankfurter Allgemeinen Zeitung (FAZ)
- Lukas Hemleb (* 1960), Regisseur, Opernregisseur, Bühnenbildner und Librettist
- Erika Kothe (* 1960), Professorin für mikrobielle Kommunikation
- Rainer Ewerrien (* 1960), Schauspieler und Autor
- Kristian Fechtner (* 1961), evangelischer Theologe
- Stefan Heid (* 1961), römisch-katholischer Priester, Kirchenhistoriker, Hochschullehrer und -rektor
- Ulli Brenner (* 1962), Diskjockey und Musikproduzent (La Bouche)
- Anke Doberauer (* 1962), Künstlerin
- Susanne Klatten (* 1962), Unternehmerin aus der Familie Quandt
- Sabine Schormann (* 1962), Germanistin und Kulturmanagerin
- Andreas Dix (* 1963), Geograph
- Fenja Rühl (* 1963), Schauspielerin
- Stefan Weil (* 1963), Grafikdesigner
- Gabriele Basch (* 1964), Künstlerin
- Dietmar Neutatz (* 1964), Historiker
- Martin Schneider (* 1964), Schauspieler und Comedian
- Andrea Maria Vock (* 1964), Designerin und Unternehmerin
- Tom Wolf (* 1964), Literaturwissenschaftler und Krimiautor (PreussenKrimi)
- Bettina Rühl (* 1965), Journalistin, Afrika-Korrespondentin
- Annette Ernst (* 1966), Regisseurin und Trägerin des Grimme-Preises
- Stefan Quandt (* 1966), Unternehmer aus der Familie Quandt
- Franky Miller (* 1966), DJ und Musikproduzent (C-Block)
- Carsten Stark (* 1966), Soziologe, Hochschullehrer und Verbandsfunktionär
- Thomas Limberger (* 1967), Industriemanager und Investor
- Boris Guckelsberger (* 1968), Komponist und Gitarrist
- Stefanie Lindstaedt (* 1968), Informatikerin
- Jo van Nelsen (* 1968), Schauspieler, Chansonsänger und Regisseur
- Uwe Becker (* 1969), Politiker (CDU)
- Alheydis Plassmann (1969–2022), Historikerin
- Christiane Frohmann (* 1969), Autorin und Verlegerin
- Roland Böer (* 1970), Dirigent
- Katja Kullmann (* 1970), Autorin
- Jochen Hemmleb (* 1971), Alpinjournalist und Buchautor
- Nicole Hess (* 1973), Politikerin (AfD)
- Raphael Gensert (* 1979), Radiomoderator und Autor
- Sebastian Linder (* 1983), Handballspieler
- Sandra Vetter, geborene Weber (* 1985), Basketballnationalspielerin
- Fabio Mancini (* 1987), Model
- Leonhard Hieronymi (* 1987), Schriftsteller
- Manig Löser (* 1988), Pokerspieler
- Felicitas Hadzik (* 1988), Theaterschauspielerin, Regisseurin und Sängerin
- Maximilian Meyer-Bretschneider (* 1989), Schauspieler und Synchronsprecher
- Maximilian Seidel (* 1989), Schauspieler
- Lars Guenther (* 1994), Fußballspieler
- Marco Meyerhöfer (* 1995), Fußballspieler
- Dominik Plaue (* 1995), Handballspieler
- Kim Hnizdo (* 1996), Model und Gewinnerin von Germany’s Next Topmodel
- Luca Bazzoli (* 2000), Fußballspieler
- Leon Köhler (* 2000), Eishockeyspieler
- Pascal Brendel (* 2003), Turner

## Bekannte Bewohner der Stadt Bad Homburg

### Bis 1900
- Ottilia Preußing († 1654), prominentestes Opfer der Hexenverfolgung in Homburg
- Christoph Schütz (1689–1750), Radikalpietist und Gesangbuchherausgeber
- Friedrich Hölderlin (1770–1843), Dichter
- Karl Wilhelm Becker (1772–1830), Numismatiker, Medailleur, Münzfälscher, Bibliothekar und Kaufmann
- Carl Friedrich Emil von Ibell (1780–1834), leitete als Regierungspräsident die Verwaltung der Landgrafschaft Hessen-Homburg 1828–1830
- Josef Baumann (Agrarwissenschaftler) (1877–1963), Pionier der gärungslosen Früchteverwertung und 1927 Gründer der internationalen Lehr- und Versuchsanstalt für gärungslose Früchteverwertung in Ober-Erlenbach
- Siegmund Peter Martin (1780–1834), liberaler Politiker und Amtsadvokat in Homburg
- Eduard Christian Trapp (1804–1854), Arzt, Förderer des Heilbades, Ehrenbürger, „Urgroßvater“ der Trappfamilie
- François Blanc (1806–1877), Mathematiker und Finanzier sowie Gründer der Spielbank Bad Homburg (1841) sowie der Spielbank Monte-Carlo in Monaco (1856)
- Edmund Heusinger von Waldegg (1817–1886), Maschinenbauingenieur und Eisenbahningenieur
- George Eliot (1819–1880), Schriftstellerin, recherchierte 1872 für ihren Roman Daniel Deronda
- Fjodor Michailowitsch Dostojewski (1821–1881), russischer Schriftsteller
- Moritz Pasch (1843–1930), Mathematiker
- Paul Ehrlich (1854–1915), Bakteriologe
- Oskar Zimmermann (1856–1917), deutscher Jurist und Politiker
- Martin Möbius (1859–1946), Botaniker
- Julius Jordan (1864–1907), Bildhauer
- Ernst Ritter von Marx (1869–1944), Oberbürgermeister und Landrat
- Raphael Eduard Liesegang (1869–1947), Chemiker, Unternehmer
- Paul Arndt (1870–1942), Nationalökonom
- Ernst Gerland (1870–1934), Byzantinist
- Heinrich Hetsch (1873–1947), Mediziner, Mikrobiologe
- Wilhelm Hohn (1881–1972), Kirchenmusiker und Kantor von St. Marien 1909–1972
- Fried Lübbecke (1883–1965), Kunsthistoriker mit einigen Veröffentlichungen über Bad Homburg
- Kurt Blaum (1884–1970), Jurist, Politiker (CDU), Oberbürgermeister von Frankfurt am Main, Präsident der Polytechnischen Gesellschaft in Frankfurt am Main 1946–1962
- Walther Davisson (1885–1973), Musiker, Geiger, Dirigent
- Richard Schachenmeier (1886–1979), Physiker
- Franz Baur (1887–1977), Meteorologe
- Samuel Agnon (1887–1970), israelischer Schriftsteller
- Georg Karg (1888–1972), Unternehmer (Hertie)
- Friedrich Bethge (1891–1963), Theaterintendant, Dramatiker
- Gottlob Schaupp (1891–1977), Architekt
- Hans Jonas (1893–1967), Historiker, Wirtschaftswissenschaftler, Messedirektor
- Kurt Hesse (1894–1976), Militär, Historiker, Wirtschaftswissenschaftler
- Hans Carl Podeyn (1894–1965), Beamter, Diplomat, Botschafter in Pakistan 1954–1959
- Hans Möbius (1895–1977), Archäologe
- Franz Bronstert (1895–1967), Ingenieur und Kunstmaler
- Harry Kloepfer (1897–1973), Techniker (Degussa)
- Ernst Zindel (1897–1978), Ingenieur und Konstrukteur der Ju 52 („Tante JU“)
- August Skalweit (1879–1960), Nationalökonom
- Bruno Stürmer (1892–1958), Komponist, Dirigent
- Karl Paul Bielig (1898–1991), Redakteur, Politiker
- Fritz Schelp (1898–1989), Beamter, Ministerialdirektor im Reichsverkehrsministerium ab 1933, Vorstandsmitglied der Bundesbahn ab 1952
- Georg Kurt Schauer (1899–1984), Verleger, Mitbegründer des Börsenvereins des deutschen Buchhandels, der Deutschen Bibliothek in Frankfurt und der Frankfurter Buchmesse
- Justus Franz Wittkop (1899–1986), Schriftsteller

### Ab 1901
- Wilhelm Thomsen (1901–1974), Orthopäde
- Gustav Heinrich Ralph von Koenigswald (1902–1982), Paläontologe, Anthropologe
- Alexander Maaß (1902–1971), Journalist, Schauspieler
- Erich Pietsch (1902–1979), Chemiker, Chemiehistoriker, Direktor Max-Planck-Gesellschaft
- Gabriele Strecker (1904–1983), Ärztin, Journalistin und Frauenpolitikerin.
- Willy Hartner (1905–1981), Astronomiehistoriker
- Karl Heinrich Knappstein (1906–1989), Diplomat, Botschafter in Spanien (1956–1958), USA (1962–1968), Ständiger Vertreter der Bundesrepublik Deutschland bei den Vereinten Nationen, New York (1960–1962)
- Victor Wrede (1906–1950), Wirtschaftswissenschaftler, Reichswirtschaftsministerium (1933–1945), Mitglied des Direktoriums der Bank Deutscher Länder (1948–1950)
- Karl Korn (1908–1991), Publizist, Schriftsteller
- Aleida Montijn (1908–1989), Komponistin, Musikerin
- Karl Gerhard Steck (1908–1983), evangelischer Theologe
- Hans Georg Laubenthal (1911–1971), Schauspieler
- Helmut Viebrock (1912–1997), Anglist
- Otto Karow (1913–1992), Ostasienwissenschaftler
- Hans Schönberger (1916–2005), Archäologe
- Werner Herr (1917–1989), Jurist, Kommunalpolitiker und Landrat im Obertaunuskreis und Hochtaunuskreis
- Jürgen Seydel (1917–2008), Vater des Karate in Deutschland mit dem ersten Karate-Dojo Deutschlands in Bad Homburg im Jahre 1959
- Horst Knapp (1918–1984), Unternehmer und Verbandspolitiker
- Werner Maihofer (1918–2009), FDP-Politiker, Bundesminister a. D. (1972–1978), lebte in seiner Zeit als Bundesminister in Bad Homburg
- Alice Kaluza (1920–2017), Tänzerin, Ballettmeisterin und Choreografin
- Henry F. Sherwood (1921–2005), Computerpionier und Gründer der Firma Sherwood & Associates mit Sitz in Bad Homburg
- Elli Michler (1923–2014), Lyrikerin
- Else Kröner (1925–1988), Unternehmerin, Stifterin der Else Kröner-Fresenius-Stiftung in Bad Homburg
- Josef Blank (1926–1989), katholischer Theologe
- Johanna Quandt (1926–2015), Unternehmerin
- Maria Frisé (1926–2022), Journalistin und Schriftstellerin
- Helmut Maucher (1927–2018), Generaldirektor des Nahrungsmittelkonzerns Nestlé
- Benno Walldorf (1928–1985), Maler, Grafiker, Jazzmusikant und Fotograf
- Christof Krause (1928–2005), Bildhauer
- Alfred Herrhausen (1930–1989), Bankier, Vorstandssprecher der Deutschen Bank AG
- Hans A. Nikel (1930–2018), Verleger, Künstler
- Fritz Rau (1930–2013), Konzertveranstalter
- Isolde Schmitt-Menzel (1930–2022), Künstlerin und Erfinderin der „Maus“ (Die Sendung mit der Maus)
- Willi Leibbrand (1932–1993), Unternehmer (Rewe, Goldpfeil)
- Wolfram Engels (1933–1995), Wirtschaftswissenschaftler, Publizist
- Irene Ruttmann (* 1933), Schriftstellerin
- Herbie Hess (1933–2015), Jazzmusiker, Lehrer
- Ekkehard Gries (1936–2001), Jurist, Politiker
- Werner Becker (1937–2009), Philosoph und Hochschullehrer, lebte in Bad Homburg
- Bärbel Sothmann (* 1939), Politikerin MdB
- Keyvan Dahesch (1941–2018), Journalist, Bürgerbeauftragter und Pressesprecher des Hessischen Landesamtes für Versorgung und Soziales
- Ted Herold (1942–2021), Sänger
- Bernhard Walter (1942–2015), Vorstandsvorsitzender der Dresdner Bank AG, Vorsitzender des Stiftungsrates Stiftung Frauenkirche Dresden
- Nikolaus Schweickart (* 1943), Vorstandsvorsitzender der Altana AG, Vorstand der Herbert-Quandt-Stiftung
- Hugo Müller-Vogg (* 1947), Publizist
- Egon Hofmann (* 1952), Schauspieler
- Thomas Holtrop (* 1954), Vorstandsvorsitzender der Thomas Cook AG
- Florian Homm (* 1959), Hedgefondsmanager
- Andreas Dombret (* 1960), Vorstandsmitglied Deutsche Bundesbank
- Dietmar Neutatz (* 1964), Historiker
- Andreas Möller (* 1967), Fußballspieler
- Boris Guckelsberger (* 1968), Komponist und Gitarrist
- Sebastian Schaub (* 1970), Politiker (Bündnis 90/Die Grünen), war Stadtverordneter von Bad Homburg
- Rainer Schüttler (* 1976), Tennisspieler beim Bundesligaverein TC Bad Homburg
- Sascha Karabey (* 1978), mehrfacher Deutscher Meister im Standardtanz
- Natascha Karabey (* 1980), mehrfache Deutsche Meisterin im Standardtanz
- Stefan Hickl (* 1988), Fußballspieler
- Julius Asal (* 1997), Pianist